# ナニートン・バラFC
ナニートン・バラ・フットボールクラブ（Nuneaton Borough Football Club）は、イングランド、ウォリックシャー州ナニートンを本拠地とするサッカークラブチームである。財政的困難から倒産の危機に直面しながら運営している。
1889年にナニートン・セントニコラスFCとして創設され、1894年にナニートン・タウン・アソシエーションFCと改称し1937年まで存続。1937年に改組されナニートン・バラFCとして1991年まで存続。その後ナニートン・バラ1991 FCとし復活し、2008年に清算されナニートン・タウンFCとして改組。2018年にナニートン・バラFCに再度改称された。
2024年1月にサザンフットボールリーグ・プレミアセントラル（7部相当）より撤退した後、ミッドランドフットボールリーグに「ナニートン・タウンFC」として参入、2024-25シーズンはミッドランドフットボールリーグ・ディヴィジョン1に所属している。

## タイトル

### 国内タイトル
- サウザンリーグ・プレミアディヴィジョン:1回

1998-1999
- サウザンリーグ・ミッドランドディヴィジョン:3回

1981-1982,1992-1993,1995-1996
- サウザンリーグ・リーグカップ:1回

1995-1996
- バーミンガム・シニアカップ:8回

1931,1949,1956,1960,1978,1980,1993,2002

### 国際タイトル
- なし

## 歴代所属選手
- ジョージ・ベスト 1983
- エディ・マクゴールドリック 1984-1986
- マルコム・クリスティー 1997-1998
- サイラス・クリスティ 2011
- ベン・ハッチンソン 2014
- ケミー・アグスティーン 2018